# 玉林通琇
玉林通琇（ぎょくりん つうしゅう、1614年 - 1675年）は、中国の清代の臨済宗の禅僧。字は玉林、玉琳、尊称が玉琳国師で。江蘇省江陰県出身で俗姓は楊氏。。清の順治帝の帝師。

## 略歴
明の万暦42年（1614年）、江蘇省江陰県で生まれる。
19歳で磬山圓修の門下で具足戒を受ける。玉林通琇は浙江省武康県報恩寺に住んでいたが、順治15年（1658年）、京城挙揚仏法大会に召集され、大覚禅師に封じられた。翌年封ぜられた大覚普済禅師。順治17年（1660年）、董鄂妃が死去し、順治帝は意気消沈し、出家しようとした、後玉林通琇は順治帝に改心を勧め、順治帝は玉林通琇に大覚普済能仁国師を加封した。
玉林通琇は浙江省西天目山に禅源寺を建てて常住し、康熙14年（1675年）、淮安県慈雲庵にて示寂。